# أمل كعدل
أمل كعدل، اسمها الكامل هو أمل علي محمد عبده كعدل، هي فنانة يمنيّة من مدينة عدن، ولدت في منطقة الشيخ عثمان في عدن. 

## المشوار الفني
بدأت مشوارها الفني مبكراً من المدرسة، ثم عبر برنامجاً للمواهب في القناة اليمنية الثانية (قناة عدن)، وبدأت شهرتها في منتصف السبعينيات من القرن العشرين. استقبل الجمهور ظهور الفنانة أمل كعدل بارتياح نظراً لما تملكه من مواهب فنية أهلتها إلى أن تحتل مكانة فنية متقدمة في رحاب الغناء اليمني.
قدمت أول أغنية من ألحان الفنان أنور مصلح وهي أغنية (مش لوحدك)، ثم اختارها الفنان أحمد بن أحمد قاسم لتقدم معه دويتو (الوحدة اليمنية)، ثم اشتركت مع الفنان محمد مرشد ناجي في أغنية (شلني بامعك) التي كانت من ألحانه، وقدمت الكثير من أغانيه بصوتها.
بعد ذلك جاء معهد الفنون وتكوين الفرق الفنية وكانت أمل كعدل واحدة من الأصوات الجميلة في فرقة إنشاد عدن. وقدم لها الملحن الفنان أحمد بن غودل العديد من الألحان التي قفزت بأمل كعدل إلى الصف الأمامي بين مطربين اليمن في تلك الفترة، وشاركت الفنانة أمل كعدل في العديد من المحافل الموسيقية العربية والعالمية.

## من أغانيها
غنت أمل كعدل الكثير من الأغاني العاطفية والشعبية والوطنية، منها:
بلادي أحييك فلتسلمي
أيا ثورة الشعب
وحدة شعبنا
كلنا بالصوت نعلنها علن.. يرحب علي يرحب علي
يارب من له حبيب
يا نجم يا سامر
مهما غبت عني
مسعود هجر
محل ما يعجبك روح
ليه يا بوي
ليش الحلا يزعل
فؤادي في هواكم
طمنونا عن الحال
حرام عليك
حبيبي لا تعذبني
أنا قلبي ما يبتاع
أسر الليل
الحبايب غيروا طبعهم
أهل الخير
أمر الكؤوس
مرايا الشوق
عودة الصبا
مالك كذا مالك
ليه يا باهي الجبين
عيد الربيع
أقسمت بالحب يا محبوب
والا من غاب عالعين..قاطعوه المحبين
لقيت يا امه ذي سالت دموعي عليه